# فورنو کوریفی

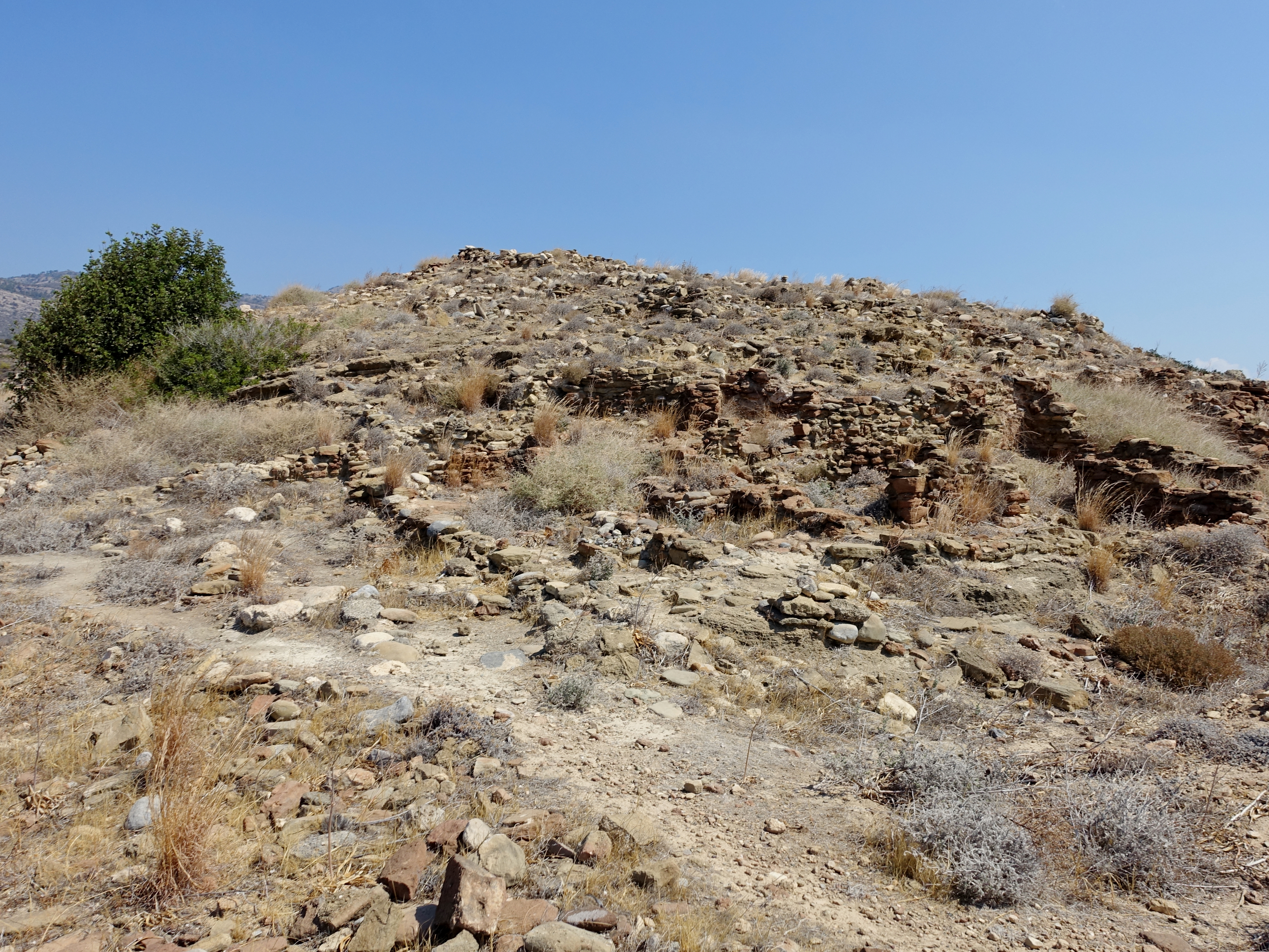
سایت باستان شناسی فورنو کوریفی در نزدیکی میرتوس، کرت، یونان

فورنو کوریفی یک سایت باستان‌شناسی پیرامون تمدن مینوسی‌ها در جزیره کرت است.

## جغرافیا
فورنو کوریفی بر بالای تپه‌ای با شیب زیاد ایجاد شده و نمای خوبی به ساحل دارد.

## باستان‌شناسی
فورنو کوریفی نخستین بار در سال ۱۹۶۷ توسط پیتر وارن مورد کاوش قرار گرفت. این سکونت‌گاه در اوایل دوره مینوسی دوم مورد استفاده واقع شده است. ابزار نساجی نیزز در محل یافت شده. افرادی چون وارن، برنیگان و تاد وایت‌لاو اعتقاد دارند که این سکونت‌گاه دارای ۱۰۰ اتاق مجزا بوده است.